# بریاگووو
بریاگووو (به لاتین: Bryagovo) یک منطقهٔ مسکونی در بلغارستان است که در شهرستان هاسکوفو واقع شده‌است.